# Premio Locus per il miglior racconto lungo
Il Premio Locus per il miglior racconto lungo (Locus Award for Best Novelette) è un premio letterario conferito con cadenza annuale della rivista mensile statunitense Locus, facente parte dei Premi Locus, consegnato dal 2006  al Experience Music Project and Science Fiction Museum and Hall of Fame di Seattle.

## Storia
Il premio viene consegnato con cadenza annuale dal 1975 ad eccezione del 1978, anno di introduzione del Premio Locus per il miglior romanzo di fantascienza e del Premio Locus per il miglior romanzo fantasy. La classifica avviene tramite votazione dei lettori per opere pubblicate l'anno precedente, tale modalità di attribuzione differenzia il premio da molti altri che, invece, vengono assegnati in base alle votazioni di una giuria di esperti del settore. Pur non avendo collegamenti con esso il premio Locus è stato sin dalla sua prima edizione pensato per dare indicazioni alla giuria del premio Hugo circa le opere maggiormente meritorie da premiare.
Il primo a ricevere il premio è stato Harlan Ellison, per Alla deriva appena al largo delle isolette di Langerhans: latitudine 38° 54' N, longitudine 77° 00' 13" O,  pubblicata nel 1974.
Nel corso dei 43 anni di edizione, 30 persone si sono aggiudicate il premio, tra queste figurano i pluripremiati Neil Gaiman con 5 riconoscimenti, Harlan Ellison e Ursula K. Le Guin con 4 riconoscimenti, George R. R. Martin e Dan Simmons con 3 riconoscimenti, Cory Doctorow e Greg Egan con 2.
Nel corso degli anni, in tre diverse occasioni il premio e stato consegnato in ex aequo:
- 1999 con Taklamakan di Bruce Sterling e Il Tuffo di Planck di Greg Egan.
- 2000 con Guardie di confine di Greg Egan e Il Cerchio di Stephen Baxter.
- 2005 con Rapporto su alcuni avvenimenti a Londra di China Miéville e The Faery Handbag di Kelly Link.

## Regolamento
Aggiornato al 1 febbraio 2019
Ogni anno, sul sito ufficiale Locus e sulla rivista, in un'apposita sezione denominata Locus Poll and Survey viene pubblicato il regolamento seguito dall'apposita scheda per il voto, online o cartaceo, del concorso per i premi Locus. Il regolamento è inerente ai vincoli di voto per le opere apparse l'anno precedente.
Al 49 ° concorso dei premi Locus (2019) sono presenti 16 differenti categorie. In ogni categoria possono essere votate fino a cinque opere o candidati, classificandoli da 1 (primo posto) fino a 5 (quinto posto).
Le opzioni di voto sono basate su un'apposita lista di letture raccomandate, facilitando enormemente il conteggio dei risultati, nonostante la lista, l'elettore può utilizzare delle apposite caselle di scrittura per votare altri titoli e candidati non elencati, in qualsiasi categoria.
Non è possibile votare più di un'opera in una categoria con lo stesso rango (ad esempio, due selezioni classificate al 1º posto), se lo scrutinio evidenziasse delle anomalie oppure un doppio rango, i voti verranno ignorati in quella categoria. Non è possibile votare per la stessa opera più di una volta, eccetto il premio Locus per il miglior romanzo, che potrebbe anche essere indicato anche come premio Locus per la miglior opera prima.
A differenza dei premi Hugo e Nebula i premi Locus hanno requisiti di eleggibilità in qualche modo diversi, sono aperti a pubblicazioni o opere che sono apparse per la prima volta, in qualsiasi parte del mondo, durante l'anno solare, con un margine di preavviso per i piccoli editori o le pubblicazioni in ritardo.
L'elettore ha la possibilità di lasciare alcune categorie vuote o di compilarle parzialmente, nonché quella di compilare l'intero sondaggio.
La scadenza per i voti è sancita per il 15 aprile.
Tutti i voti, sia degli abbonati che dei non abbonati, sono da considerarsi validi a condizione che vengano inclusi il nome, l'e-mail e le informazioni del sondaggio e non violino le regole di voto.

## Dal 1975 al 1979
| Anno | Fotografia vincitori                    | Vincitori e nominati           | Racconto                                                                                                  | Note  |
| ---- | --------------------------------------- | ------------------------------ | --- | ----- |
| 1975 |                                         | Harlan Ellison                 | Alla deriva appena al largo delle isolette di Langerhans: latitudine 38° 54' N, longitudine 77° 00' 13" O | [ 5 ] |
| 1975 | Philip K. Dick                          | Le Pre-Persone                 | | [ 5 ] |
| 1975 | Isaac Asimov                            | Che tu te ne prenda cura       | | [ 5 ] |
| 1975 | Harlan Ellison                          | I'm Looking for Kadak          | | [ 5 ] |
| 1975 | William Tenn                            | On Venus, Have We Got a Rabbi  | | [ 5 ] |
| 1976 |                                         | Ursula K. Le Guin              | La nuova Atlantide                                                                                        | [ 6 ] |
| 1976 | Cordwainer Smith & Genevieve Linebarger | Down to a Sunless Sea          | | [ 6 ] |
| 1976 | George R. R. Martin                     | And Seven Times Never Kill Man | | [ 6 ] |
| 1976 | John Varley                             | Retrograde Summer              | | [ 6 ] |
| 1976 | Barry N. Malzberg                       | Una Galassia Di Nome Roma      | | [ 6 ] |
| 1977 |                                         | Isaac Asimov                   | L'uomo bicentenario                                                                                       | [ 7 ] |
| 1977 | Ursula K. Le Guin                       | Il diario della rosa           | | [ 7 ] |
| 1977 | John Varley                             | Gotta Sing, Gotta Dance        | | [ 7 ] |
| 1977 | John Varley                             | The Phantom of Kansas          | | [ 7 ] |
| 1977 | Richard Cowper                          | The Hertford Manuscript        | | [ 7 ] |
| 1979 |                                         | John Varley                    | Le vittime (The Barbie Murders)                                                                           | [ 8 ] |
| 1979 | Poul Anderson                           | La luna dei cacciatori         | | [ 8 ] |
| 1979 | Orson Scott Card                        | Mikal's Songbird               | | [ 8 ] |
| 1979 | Frederik Pohl                           | Swanilda's Song                | | [ 8 ] |
| 1979 | Dean Ing                                | Devil You Don't Know           | | [ 8 ] |

## Dal 1980 al 1989
| Anno | Fotografia vincitori              | Vincitori e nominati                                                             | Racconto                                                    | Note   |
| ---- | --------------------------------- | -------------------------------------------------------------------------------- | ----------------------------------------------------------- | ------ |
| 1980 |                                   | George R. R. Martin                                                              | Re della sabbia                                             | [ 9 ]  |
| 1980 | John Varley                       | Options                                                                          |                                                             | [ 9 ]  |
| 1980 | Vonda N. McIntyre                 | Fireflood                                                                        |                                                             | [ 9 ]  |
| 1980 | Richard Cowper                    | Out There Where the Big Ships Go                                                 |                                                             | [ 9 ]  |
| 1980 | Alfred Bester                     | Galatea Galante, The Perfect Popsy                                               |                                                             | [ 9 ]  |
| 1981 |                                   | Thomas M. Disch                                                                  | Il bravo piccolo tostapane. Una favola per elettrodomestici | [ 10 ] |
| 1981 | John Varley                       | Beatnik Bayou                                                                    |                                                             | [ 10 ] |
| 1981 | Stephen King                      | L'ultimo cavaliere                                                               |                                                             | [ 10 ] |
| 1981 | Edward Bryant                     | Strata                                                                           |                                                             | [ 10 ] |
| 1981 | Howard Waldrop                    | The Ugly Chickens                                                                |                                                             | [ 10 ] |
| 1982 |                                   | George R. R. Martin                                                              | Guardians                                                   | [ 11 ] |
| 1982 | Roger Zelazny                     | La variante dell'unicorno                                                        |                                                             | [ 11 ] |
| 1982 | Edward Bryant                     | The Thermals of August                                                           |                                                             | [ 11 ] |
| 1982 | C. J. Cherryh                     | The Haunted Tower                                                                |                                                             | [ 11 ] |
| 1982 | James Tiptree Jr.                 | Out of the Everywhere                                                            |                                                             | [ 11 ] |
| 1983 |                                   | Harlan Ellison                                                                   | Djinn, No Chaser                                            | [ 12 ] |
| 1983 | C. J. Cherryh                     | Willow                                                                           |                                                             | [ 12 ] |
| 1983 | J. G. Ballard                     | Mitologie Del Futuro Prossimo                                                    |                                                             | [ 12 ] |
| 1983 | Connie Willis                     | Squadra antincendio                                                              |                                                             | [ 12 ] |
| 1983 | Jack C. Haldeman II & Jack Dann   | High Steel                                                                       |                                                             | [ 12 ] |
| 1984 |                                   | George R. R. Martin                                                              | The Monkey Treatment                                        | [ 13 ] |
| 1984 | Kim Stanley Robinson              | Black Air                                                                        |                                                             | [ 13 ] |
| 1984 | Ian Watson                        | Slow Birds                                                                       |                                                             | [ 13 ] |
| 1984 | Greg Bear                         | La musica del sangue                                                             |                                                             | [ 13 ] |
| 1984 | Norman Spinrad                    | Street Meat                                                                      |                                                             | [ 13 ] |
| 1985 |                                   | Octavia E. Butler                                                                | Figlio di sangue                                            | [ 14 ] |
| 1985 | Lucius Shepard                    | The Man Who Painted the Dragon Griaule                                           |                                                             | [ 14 ] |
| 1985 | Connie Willis                     | Luna azzurrata                                                                   |                                                             | [ 14 ] |
| 1985 | Kim Stanley Robinson              | The Lucky Strike                                                                 |                                                             | [ 14 ] |
| 1985 | Michael Bishop                    | With a Little Help from Her Friends                                              |                                                             | [ 14 ] |
| 1986 |                                   | Harlan Ellison                                                                   | Il paladino dell'ora perduta                                | [ 15 ] |
| 1986 | Orson Scott Card                  | The Fringe                                                                       |                                                             | [ 15 ] |
| 1986 | George R. R. Martin               | Ritratti di famiglia (Portraits of His Children)                                 |                                                             | [ 15 ] |
| 1986 | Lucius Shepard                    | Il cacciatore di giaguari                                                        |                                                             | [ 15 ] |
| 1986 | William Gibson & Michael Swanwick | Duello (Dogfight)                                                                |                                                             | [ 15 ] |
| 1987 |                                   | David Brin                                                                       | Sulle ali degli dei                                         | [ 16 ] |
| 1987 | Orson Scott Card                  | Hatrack River                                                                    |                                                             | [ 16 ] |
| 1987 | George R. R. Martin               | The Glass Flower                                                                 |                                                             | [ 16 ] |
| 1987 | William Gibson                    | Il mercato d'inverno                                                             |                                                             | [ 16 ] |
| 1987 | Roger Zelazny                     | Permafrost                                                                       |                                                             | [ 16 ] |
| 1988 |                                   | Pat Murphy                                                                       | Rachel in Love                                              | [ 17 ] |
| 1988 | Lucius Shepard                    | Ai confini della Terra (Simulacri)                                               |                                                             | [ 17 ] |
| 1988 | Ursula K. Le Guin                 | Le ragazze bufalo Buffalo Gals, Won't You Come Out Tonight (Ritrovato e perduto) |                                                             | [ 17 ] |
| 1988 | Bruce Sterling                    | I Fiori di Edo                                                                   |                                                             | [ 17 ] |
| 1988 | Bruce McAllister                  | Dream Baby                                                                       |                                                             | [ 17 ] |
| 1989 |                                   | Harlan Ellison                                                                   | The Function of Dream Sleep                                 | [ 18 ] |
| 1989 | Orson Scott Card                  | Dowser                                                                           |                                                             | [ 18 ] |
| 1989 | Howard Waldrop                    | Do Ya, Do Ya, Wanna Dance?                                                       |                                                             | [ 18 ] |
| 1989 | Kim Stanley Robinson              | Ghiacciaio                                                                       |                                                             | [ 18 ] |
| 1989 | George Alec Effinger              | Il gattino di Schrödinger                                                        |                                                             | [ 18 ] |

## Dal 1990 al 1999
| Anno | Fotografia vincitori   | Vincitori e nominati                           | Racconto                           | Note   |
| ---- | ---------------------- | ---------------------------------------------- | ---------------------------------- | ------ |
| 1990 |                        | Orson Scott Card                               | Dogwalker                          | [ 19 ] |
| 1990 | Robert Silverberg      | Entra un soldato. Più tardi: ne entra un altro |                                    | [ 19 ] |
| 1990 | Connie Willis          | Al Rialto                                      |                                    | [ 19 ] |
| 1990 | Mike Resnick           | Una volta ho toccato il cielo                  |                                    | [ 19 ] |
| 1990 | Nancy Kress            | Sisters                                        |                                    | [ 19 ] |
| 1991 |                        | Dan Simmons                                    | Mezzanotte nel letto dell'entropia | [ 20 ] |
| 1991 | David Brin             | La Pre-Scuola Del Dottor Pak                   |                                    | [ 20 ] |
| 1991 | Ursula K. Le Guin      | La storia degli Shoby                          |                                    | [ 20 ] |
| 1991 | Ted Chiang             | Torre di Babilonia                             |                                    | [ 20 ] |
| 1991 | Kate Wilhelm           | ... e gli angeli cantano                       |                                    | [ 20 ] |
| 1992 |                        | Dan Simmons                                    | Tutti i figli di Dracula           | [ 21 ] |
| 1992 | Howard Waldrop         | Fin de Cyclé                                   |                                    | [ 21 ] |
| 1992 | Gregory Benford        | Matter's End                                   |                                    | [ 21 ] |
| 1992 | Isaac Asimov           | Oro                                            |                                    | [ 21 ] |
| 1992 | Karen Joy Fowler       | Black Glass                                    |                                    | [ 21 ] |
| 1993 |                        | Pamela Sargent                                 | Danny va su Marte                  | [ 22 ] |
| 1993 | Pat Cadigan            | True Faces                                     |                                    | [ 22 ] |
| 1993 | Robert Silverberg      | Looking for the Fountain                       |                                    | [ 22 ] |
| 1993 | Lucius Shepard         | Beast of the Heartland                         |                                    | [ 22 ] |
| 1993 | Greg Egan              | Nel Cuore Delle Tenebre                        |                                    | [ 22 ] |
| 1994 |                        | Dan Simmons                                    | Morire a Bangkok                   | [ 23 ] |
| 1994 | Connie Willis          | Death on the Nile                              |                                    | [ 23 ] |
| 1994 | Terry Bisson           | The Shadow Knows                               |                                    | [ 23 ] |
| 1994 | Bruce Sterling         | Deep Eddy                                      |                                    | [ 23 ] |
| 1994 | Neal Barrett Jr.       | Cush                                           |                                    | [ 23 ] |
| 1995 |                        | David Gerrold                                  | Il bambino marziano                | [ 24 ] |
| 1995 | Connie Willis          | Adaptation                                     |                                    | [ 24 ] |
| 1995 | Ursula K. Le Guin      | Solitude                                       |                                    | [ 24 ] |
| 1995 | Greg Egan              | Nel Suo Bozzolo                                |                                    | [ 24 ] |
| 1995 | Maureen F. McHugh      | Nekropolis                                     |                                    | [ 24 ] |
| 1996 |                        | Mike Resnick                                   | When the Old Gods Die              | [ 25 ] |
| 1996 | Ursula K. Le Guin      | Ether OR                                       |                                    | [ 25 ] |
| 1996 | James Patrick Kelly    | Pensare da dinosauri                           |                                    | [ 25 ] |
| 1996 | Greg Egan              | I tappeti di Wang                              |                                    | [ 25 ] |
| 1996 | Nancy Kress            | Evolution                                      |                                    | [ 25 ] |
| 1997 |                        | Ursula K. Le Guin                              | Mountain Ways                      | [ 26 ] |
| 1997 | Terry Bisson           | The Edge of the Universe                       |                                    | [ 26 ] |
| 1997 | Mike Resnick           | The Land of Nod                                |                                    | [ 26 ] |
| 1997 | Bruce Sterling         | Il riparatore di biciclette                    |                                    | [ 26 ] |
| 1997 | Suzy McKee Charnas     | Beauty and the Opéra or The Phantom Beast      |                                    | [ 26 ] |
| 1998 |                        | Connie Willis                                  | Newsletter                         | [ 27 ] |
| 1998 | Stephen Baxter         | Moon Six                                       |                                    | [ 27 ] |
| 1998 | Walter Jon Williams    | Lethe                                          |                                    | [ 27 ] |
| 1998 | Gregory Benford        | Galaxia                                        |                                    | [ 27 ] |
| 1998 | Greg Egan              | Reasons to Be Cheerful                         |                                    | [ 27 ] |
| 1999 |                        | Bruce Sterling                                 | Taklamakan                         | [ 28 ] |
| 1999 | Greg Egan              | Il Tuffo Di Planck                             |                                    | [ 28 ] |
| 1999 | Tanith Lee             | All the Birds of Hell                          |                                    | [ 28 ] |
| 1999 | Kristine Kathryn Rusch | Echea                                          |                                    | [ 28 ] |
| 1999 | James Patrick Kelly    | Lovestory                                      |                                    | [ 28 ] |
| 1999 | Robert Silverberg      | Waiting for the End                            |                                    | [ 28 ] |

## Dal 2000 al 2009
| Anno | Fotografia vincitori     | Vincitori e nominati                                         | Racconto                                 | Note   |
| ---- | ------------------------ | ------------------------------------------------------------ | ---------------------------------------- | ------ |
| 2000 |                          | Greg Egan                                                    | Guardie di confine                       | [ 29 ] |
| 2000 | Stephen Baxter           | Il cerchio                                                   |                                          | [ 29 ] |
| 2000 | Gregory Benford          | A Hunger for the Infinite                                    |                                          | [ 29 ] |
| 2000 | Nancy Kress              | Sleeping Dogs                                                |                                          | [ 29 ] |
| 2000 | Ben Bova                 | Mount Olympus                                                |                                          | [ 29 ] |
| 2000 | Kim Stanley Robinson     | A Martian Romance                                            |                                          | [ 29 ] |
| 2001 |                          | Ursula K. Le Guin                                            | Il compleanno del mondo                  | [ 30 ] |
| 2001 | Stephen Baxter           | On the Orion Line                                            |                                          | [ 30 ] |
| 2001 | Brian Stableford         | Snowball in Hell                                             |                                          | [ 30 ] |
| 2001 | Bradley Denton           | Bloody Bunnies                                               |                                          | [ 30 ] |
| 2001 | Orson Scott Card         | The Elephants of Poznan                                      |                                          | [ 30 ] |
| 2002 |                          | Ted Chiang                                                   | L'inferno è l'assenza di Dio             | [ 31 ] |
| 2002 | Ursula K. Le Guin        | On the High Marsh                                            |                                          | [ 31 ] |
| 2002 | Dan Simmons              | On K2 with Kanakaredes                                       |                                          | [ 31 ] |
| 2002 | Poul Anderson            | The Lady of the Winds                                        |                                          | [ 31 ] |
| 2002 | Terry Bisson             | The Old Rugged Cross                                         |                                          | [ 31 ] |
| 2003 |                          | Ursula K. Le Guin                                            | The Wild Girls                           | [ 32 ] |
| 2003 | Ted Chiang               | Il piacere di ciò che vedi: un documentario                  |                                          | [ 32 ] |
| 2003 | Neil Gaiman & Gene Wolfe | A Walking Tour of the Shambles                               |                                          | [ 32 ] |
| 2003 | Michael Swanwick         | Vita lenta                                                   |                                          | [ 32 ] |
| 2003 | Charles Stross           | Halo                                                         |                                          | [ 32 ] |
| 2004 |                          | Neil Gaiman                                                  | Uno studio in smeraldo                   | [ 33 ] |
| 2004 | Neil Gaiman              | Il sovrano di Glen                                           |                                          | [ 33 ] |
| 2004 | Jeffrey Ford             | The Empire of Ice Cream                                      |                                          | [ 33 ] |
| 2004 | Lucius Shepard           | Only Partly Here                                             |                                          | [ 33 ] |
| 2004 | Stephen Baxter           | Breeding Ground                                              |                                          | [ 33 ] |
| 2005 |                          | China Miéville                                               | Rapporto su alcuni avvenimenti a Londra  | [ 34 ] |
| 2005 | Kelly Link               | The Faery Handbag                                            |                                          | [ 34 ] |
| 2005 | Peter S. Beagle          | Quarry                                                       |                                          | [ 34 ] |
| 2005 | Jeff VanderMeer          | Three Days in a Border Town                                  |                                          | [ 34 ] |
| 2005 | James Patrick Kelly      | Men Are Trouble                                              |                                          | [ 34 ] |
| 2005 | Stephen Baxter           | PeriAndry's Quest                                            |                                          | [ 34 ] |
| 2006 |                          | Cory Doctorow                                                | Io, robot                                | [ 35 ] |
| 2006 | Peter S. Beagle          | Due Cuori                                                    |                                          | [ 35 ] |
| 2006 | Paul Di Filippo          | L'imperatore di Gondwana                                     |                                          | [ 35 ] |
| 2006 | Howard Waldrop           | The King of Where-I-Go                                       |                                          | [ 35 ] |
| 2006 | Jane Yolen               | A Knot of Toads                                              |                                          | [ 35 ] |
| 2007 |                          | Cory Doctorow                                                | Quando i sistemisti domineranno la Terra | [ 36 ] |
| 2007 | Geoff Ryman              | Pol Pot's Beautiful Daughter                                 |                                          | [ 36 ] |
| 2007 | Cory Doctorow            | I, Row-Boat                                                  |                                          | [ 36 ] |
| 2007 | Jeffrey Ford             | The Night Whiskey                                            |                                          | [ 36 ] |
| 2007 | Paul Di Filippo          | The Singularity Needs Women!                                 |                                          | [ 36 ] |
| 2008 |                          | Neil Gaiman                                                  | The Witch's Headstone                    | [ 37 ] |
| 2008 | Ted Chiang               | Il mercante e il portale dell'alchimista                     |                                          | [ 37 ] |
| 2008 | Greg Egan                | Dark Integers                                                |                                          | [ 37 ] |
| 2008 | Peter S. Beagle          | We Never Talk About My Brother                               |                                          | [ 37 ] |
| 2008 | Charles Stross           | Trunk and Disorderly                                         |                                          | [ 37 ] |
| 2009 |                          | Paolo Bacigalupi                                             | Pump Six                                 | [ 38 ] |
| 2009 | Elizabeth Bear           | Shoggoths in Bloom                                           |                                          | [ 38 ] |
| 2009 | Cory Doctorow            | The Things that Make Me Weak and Strange Get Engineered Away |                                          | [ 38 ] |
| 2009 | Stephen Baxter           | The Ice War                                                  |                                          | [ 38 ] |
| 2009 | John Kessel              | Pride and Prometheus                                         |                                          | [ 38 ] |

## Dal 2010 a oggi
| Anno | Fotografia vincitori  | Vincitori e nominati                          | Racconto                                   | Note   |
| ---- | --------------------- | --------------------------------------------- | ------------------------------------------ | ------ |
| 2010 |                       | Peter S. Beagle                               | By Moonlight                               | [ 39 ] |
| 2010 | Nicola Griffith       | It Takes Two                                  |                                            | [ 39 ] |
| 2010 | Peter Watts           | The Island                                    |                                            | [ 39 ] |
| 2010 | Mary Robinette Kowal  | First Flight                                  |                                            | [ 39 ] |
| 2010 | Rachel Swirsky        | Eros, Philia, Agape                           |                                            | [ 39 ] |
| 2011 |                       | Neil Gaiman                                   | The Truth Is a Cave in the Black Mountains | [ 40 ] |
| 2011 | Theodora Goss         | The Mad Scientist's Daughter                  |                                            | [ 40 ] |
| 2011 | James Patrick Kelly   | Plus or Minus                                 |                                            | [ 40 ] |
| 2011 | Joe Abercrombie       | The Fool Jobs                                 |                                            | [ 40 ] |
| 2011 | Geoffrey A. Landis    | Marya and the Pirate                          |                                            | [ 40 ] |
| 2012 |                       | Catherynne M. Valente                         | White Lines on a Green Field               | [ 41 ] |
| 2012 | Kelly Link            | The Summer People                             |                                            | [ 41 ] |
| 2012 | Geoff Ryman           | What We Found                                 |                                            | [ 41 ] |
| 2012 | Peter S. Beagle       | Underbridge                                   |                                            | [ 41 ] |
| 2012 | Paul Cornell          | The Copenhagen Interpretation                 |                                            | [ 41 ] |
| 2013 |                       | Pat Cadigan                                   | The Girl-Thing Who Went Out for Sushi      | [ 42 ] |
| 2013 | Elizabeth Bear        | Faster Gun                                    |                                            | [ 42 ] |
| 2013 | Andy Duncan           | Close Encounters                              |                                            | [ 42 ] |
| 2013 | Mary Robinette Kowal  | The Lady Astronaut of Mars                    |                                            | [ 42 ] |
| 2013 | Caitlín R. Kiernan    | Fake Plastic Trees                            |                                            | [ 42 ] |
| 2014 |                       | Neil Gaiman                                   | La regina del bosco                        | [ 43 ] |
| 2014 | Ted Chiang            | La verità dei fatti, la verità dei sentimenti |                                            | [ 43 ] |
| 2014 | Caitlín R. Kiernan    | The Prayer of Ninety Cats                     |                                            | [ 43 ] |
| 2014 | Aliette de Bodard     | The Waiting Stars                             |                                            | [ 43 ] |
| 2014 | Jeffrey Ford          | A Terror                                      |                                            | [ 43 ] |
| 2015 |                       | Joe Abercrombie                               | Tough Times All Over                       | [ 44 ] |
| 2015 | Ursula K. Le Guin     | The Jar of Water                              |                                            | [ 44 ] |
| 2015 | Elizabeth Bear        | The Hand is Quicker                           |                                            | [ 44 ] |
| 2015 | Scott Lynch           | A Year and a Day in Old Theradane             |                                            | [ 44 ] |
| 2015 | Aliette de Bodard     | Memorials                                     |                                            | [ 44 ] |
| 2016 |                       | Neil Gaiman                                   | Black Dog                                  | [ 45 ] |
| 2016 | Hao Jingfang          | Folding Beijing                               |                                            | [ 45 ] |
| 2016 | Brooke Bolander       | And You Shall Know Her by the Trail of Dead   |                                            | [ 45 ] |
| 2016 | Ann Leckie            | Another Word for World                        |                                            | [ 45 ] |
| 2016 | Elizabeth Bear        | The Heart's Filthy Lesson                     |                                            | [ 45 ] |
| 2017 |                       | Alyssa Wong                                   | You'll Surely Drown Here If You Stay       | [ 46 ] |
| 2017 | Aliette de Bodard     | Pearl                                         |                                            | [ 46 ] |
| 2017 | Fran Wilde            | The Jewel and Her Lapidary                    |                                            | [ 46 ] |
| 2017 | Naomi Novik           | Spinning Silver                               |                                            | [ 46 ] |
| 2017 | Catherynne M. Valente | The Future Is Blue                            |                                            | [ 46 ] |
| 2018 |                       | Samuel R. Delany                              | The Hermit of Houston                      | [ 47 ] |
| 2018 | Aliette de Bodard     | Children of Thorns, Children of Water         |                                            | [ 47 ] |
| 2018 | Yoon Ha Lee           | Extracurricular Activities                    |                                            | [ 47 ] |
| 2018 | Mary Robinette Kowal  | The Worshipful Society of Glovers             |                                            | [ 47 ] |
| 2018 | Sarah Pinsker         | Wind Will Rove                                |                                            | [ 47 ] |